# Bălăbănești (gmina w okręgu Gałacz)
Bălăbănești – gmina w Rumunii, w okręgu Gałacz. Obejmuje miejscowości Bălăbănești, Burscucani, Lungești i Zimbru. W 2011 roku liczyła 2080 mieszkańców. 